# کریگ گوردون
کریگ گوردون (انگلیسی: Craig Gordon؛ زادهٔ ۳۱ دسامبر ۱۹۸۲) بازیکن فوتبال اهل اسکاتلند است.

## باشگاهی
از باشگاه‌هایی که در آن بازی کرده‌است می‌توان به باشگاه فوتبال ساندرلند، باشگاه فوتبال هارت آف میدلوتیان، باشگاه فوتبال سلتیک، و تیم ملی فوتبال اسکاتلند اشاره کرد.

## تیم ملی
وی همچنین در تیم‌های ملی فوتبال Scotland U21 Scotland B Scotland بازی کرده‌است.